# 중국지진국
중국지진국(중국어 간체자: 中国地震局, 정체자: 中國地震局, 병음: Zhōngguó dìzhèngjú)은 1971년에 창립된 중화인민공화국 국무원 직속 기관이다. 중화인민공화국의 지진 관련 업무와 연구를 담당한다. 본부는 베이징시 하이뎬구에 위치해 있다.